# گاگیک قازاریان
گاگیک هوهانسی قازاریان (ارمنی: Գագիկ Հովհաննեսի Ղազարյան؛ زاده ۱۰ دسامبر ۱۹۴۷) مجسمه‌ساز اهل ارمنستان است.

## زندگی‌نامه
وی در ۱۰ دسامبر ۱۹۴۷ در ایروان به دنیا آمد و از کالج دولتی هنرهای زیبای پانوس ترلمزیان (۱۹۶۵) و آکادمی امپریال هنر (۱۹۷۲) فارغ‌التحصیل گشت. وی عضو اتحادیه نقاشان ارمنستان بود و در انستیتو دولتی هنرهای زیبای ایروان فعالیت می‌کرد. وی همچنین برنده جوایزی همچون مدال طلای وزارت فرهنگ جمهوری ارمنستان (۲۰۱۷) شد.